# ساره حمدی
ساره حمدی (به عربی: سارة الحمدي؛ زادهٔ ۱۳ مارس ۱۹۹۹) یک کشتی‌گیر آزادکار کشور تونس است. وی سابقه حضور در المپیک ۲۰۲۰ توکیو را دارد.